# Mohon
Mohon é uma comuna francesa na região administrativa da Bretanha, no departamento Morbihan. Estende-se por uma área de 38,19 km². Em 2010 a comuna tinha 990 habitantes (densidade: 25,9 hab./km²).